# LATAM Airlines
LATAM Airlines, precedentemente nota come LAN Airlines S.A., è una compagnia aerea cilena con sede a Santiago del Cile, ed è una delle aziende fondatrici della LATAM Airlines Group, la più grande holding di compagnie aeree dell'America Latina. L'hub principale della compagnia aerea è l'Aeroporto Internazionale di Santiago.

## Storia

### Primi anni

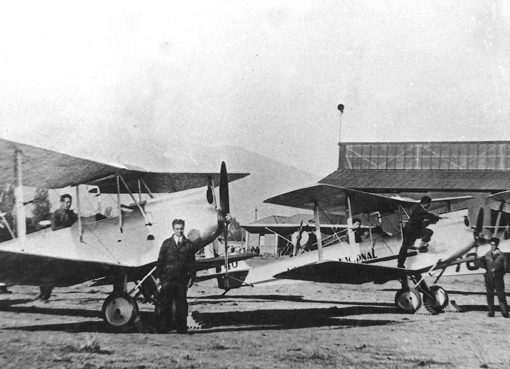
Un DH 60G Gipsy Moths in servizio con LAN-Chile nel 1933.

La compagnia aerea fu fondata dal comandante aeronautico cileno Arturo Merino Benítez (da cui prende il nome l'Aeroporto internazionale di Santiago) e iniziò le operazioni il 5 marzo 1929 come Línea Aeropostal Santiago-Arica, sotto il governo del presidente Carlos Ibáñez del Campo. Nel 1932 fu rinominata in Línea Aérea Nacional de Chile, usando l'acronimo LAN-Chile come nome commerciale. La prima flotta di LAN-Chile consisteva in aerei De Havilland Moth. Merino Benitez voleva difendere l'esclusività dei vettori cileni sulle rotte domestiche, diversamente dalla maggior parte dei paesi dell'America Latina che concedevano facilmente autorizzazioni sui voli domestici a Pan American, influenzati dalla propaganda fatta da Charles Lindbergh. Anche per questo motivo, gli aeroplani costruiti negli Stati Uniti divennero più difficili da integrare nella flotta LAN fino all'inizio della seconda guerra mondiale. Nel 1936 furono acquistati 2 Potez 560, mentre nel 1938 furono incorporati nella flotta 4 Junkers Ju 86B. Nello stesso anno, fu siglato un accordo di cooperazione con Lloyd Aéreo Boliviano e il vettore peruviano Faucett. Un altro accordo con Lufthansa è stato firmato per i voli da e verso l'Europa e la costa atlantica americana.
Nel 1940, date le restrizioni imposte durante la Seconda Guerra Mondiale all'accesso ai pezzi di ricambio per i motori BMW Junker, LAN-Chile dovette sostituirli con gli aerei Lockheed L-10 Electra, aggiungendo nel 1941 ulteriori Lockheed Lodestar C-60 e Douglas DC-3 nel 1945.

### Dopoguerra ed espansione internazionale
Il 23 agosto 1945, LAN-Chile divenne un membro della neonata IATA e nell'ottobre 1946 iniziò il servizio di volo per Buenos Aires all'Aeroporto di Morón e nel 1947 per Punta Arenas, la destinazione continentale più distante del Cile. Nel dicembre del 1954, il vettore aereo, inaugurò la rotta per Lima, in Perù mentre il 22 dicembre 1956 un Douglas DC-6 effettuò il primo volo commerciale al mondo sull'Antartide. Da allora, tutta la flotta DC-6 della compagnia aerea aveva dipinto sulla sua fusoliera "Primeros sobre la Antártica" e usando questo stesso tipo di aeremobile, iniziò i collegamenti verso l'Aeroporto internazionale di Miami nel 1958. LAN-Chile, con l'acquisto di tre Sud Aviation Caravelle nel 1963, cominciò ad utilizzare aerei a reazione verso Miami, Guayaquil, Lima, Città di Panama, Punta Arenas, Puerto Montt e Antofagasta. 

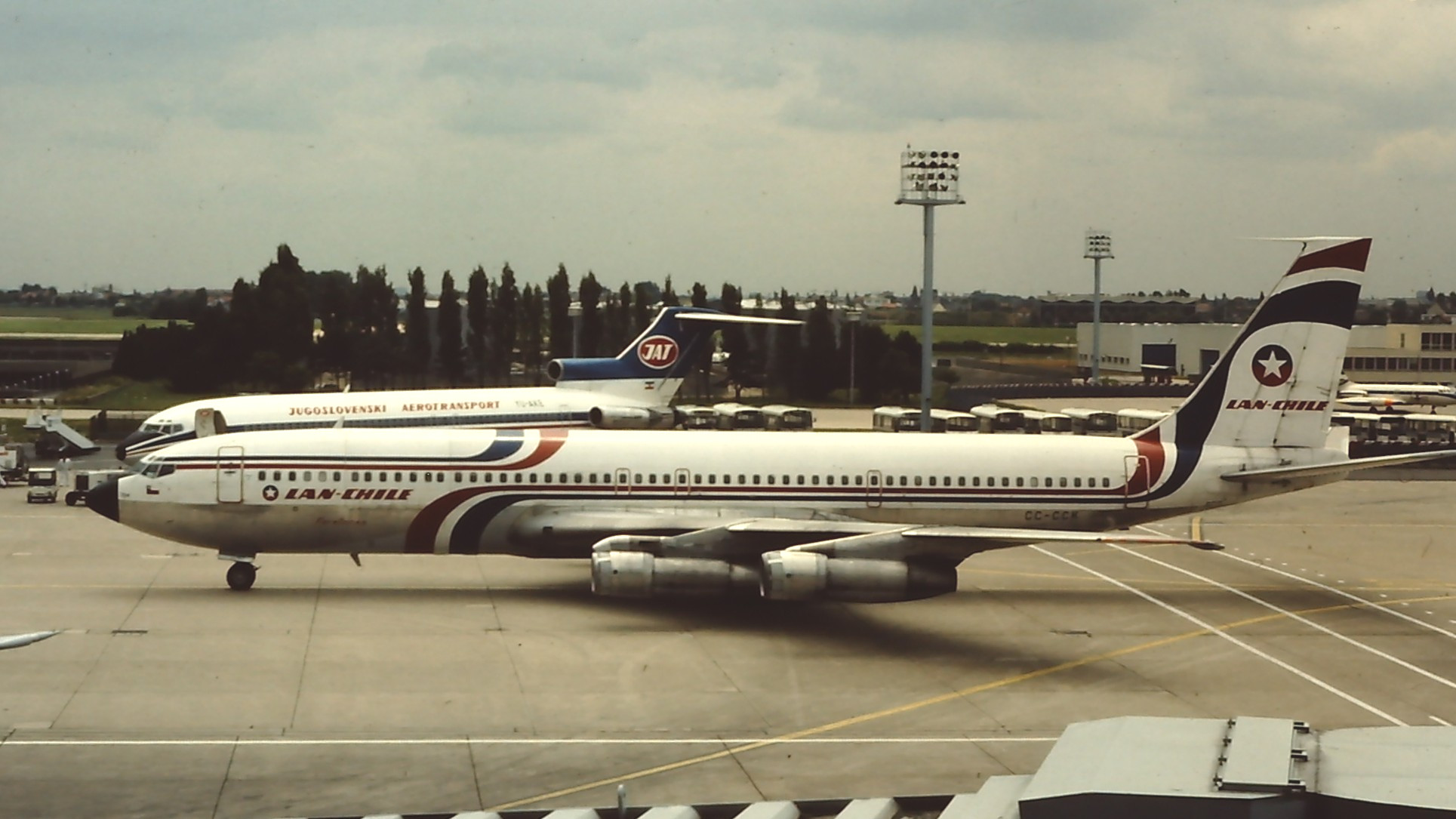
Un Boeing 707 di LAN-Chile all'Aeroporto di Paris-Orly nel 1981.

Nel 1966, l'aerolinea ha acquistato il suo primo Boeing 707 da Lufthansa, in cambio dei diritti di volo sulla rotta Lima-Santiago. Con questo modello di aeromobile, la compagnia ha sviluppato nuove rotte a lungo raggio verso gli Stati Uniti, l'Oceania e l'Europa. LAN-Chile iniziò il 15 aprile 1967, la rotta verso l'Aeroporto Internazionale John F. Kennedy e l'isola di Pasqua l'8 aprile dello stesso anno. Il 16 gennaio 1968, il volo Santiago-Isola di Pasqua fu esteso all'Aeroporto Internazionale Faa'a, a Tahiti, nella Polinesia francese, utilizzando inizialmente un Douglas DC-6. Successivamente, nell'aprile 1970, fu introdotto un Boeing 707 e il 4 settembre 1974 questa rotta fu estesa alle Figi. Nel 1969, il vettore aereo espande le sue destinazioni verso Rio de Janeiro, Asunción e Cali con il nuovo Boeing 727 mentre nel 1970, sono state inaugurate le prime rotte transatlantiche verso l'Aeroporto di Madrid-Barajas, l'Aeroporto di Francoforte e l'Aeroporto di Parigi-Orly con un Boeing 707. Fin dalla sua istituzione e fino al 1970 la compagnia aerea aveva sede, hub principale e centro di manutenzione presso l'Aeroporto di Los Cerrillos (ICAO: SCTI; IATA: ULC), nel sud-ovest di Santiago. Le restrizioni imposte dalla crescente area metropolitana di Santiago e la necessità di strutture aeroportuali moderne, in grado di ospitare in sicurezza sia voli domestici che intercontinentali, hanno spinto la necessità di spostare l'aeroporto principale della capitale cilena dal quartiere di Los Cerrillos verso l'area metropolitana nord-ovest più rurale. Per questo motivo, i voli di LAN-Chile, furono spostati nel 1970 nel nuovo Aeroporto a Pudahuel che fu costruito tra il 1961 e il 1967. 

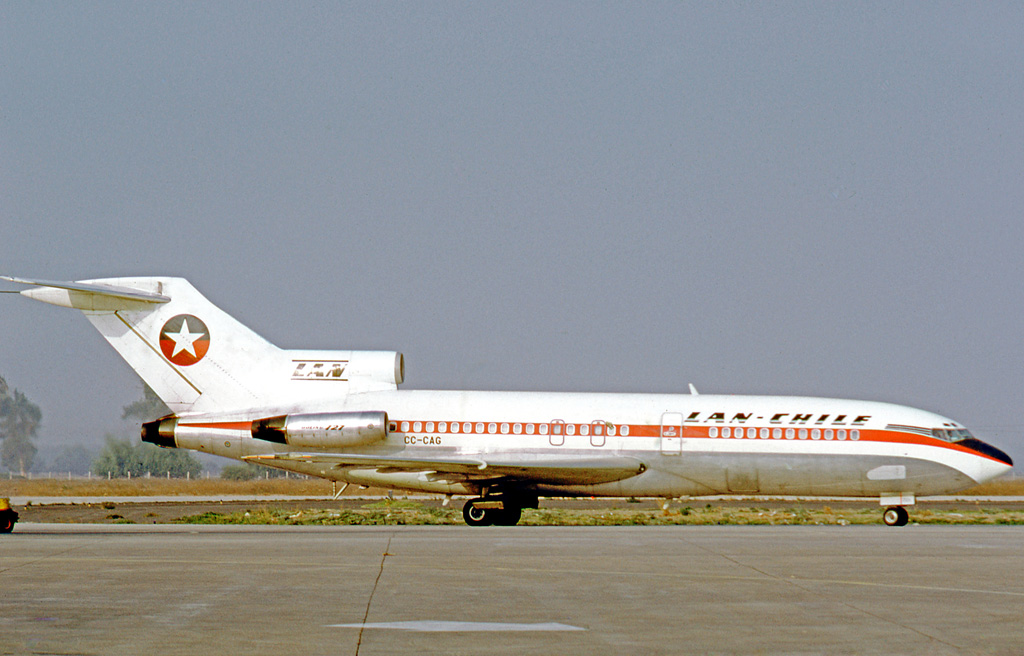
Un Boeing 727 di LAN-Chile nel 1972.

Il 10 febbraio 1974, venne effettuato il primo volo transpolare non-stop al mondo tra il Sud America (Aeroporto di Punta Arenas) e l'Australia (Aeroporto Internazionale Kingsford Smith) con un Boeing 707 pilotato dal capitano Jorge Jarpa Reyes. Nel 1980, la società ha sostituito il suo Boeing 727 con il Boeing 737-200 Advanced sulle sue rotte nazionali. Inoltre, sono stati aggiunti i McDonnell Douglas DC-10-30 che sono stati utilizzati sulle rotte per Los Angeles, Miami e New York. Nello stesso anno, le strutture di manutenzione sono state trasferite dall'Aeroporto Los Cerrillos all'Aeroporto Arturo Merino Benitez. 

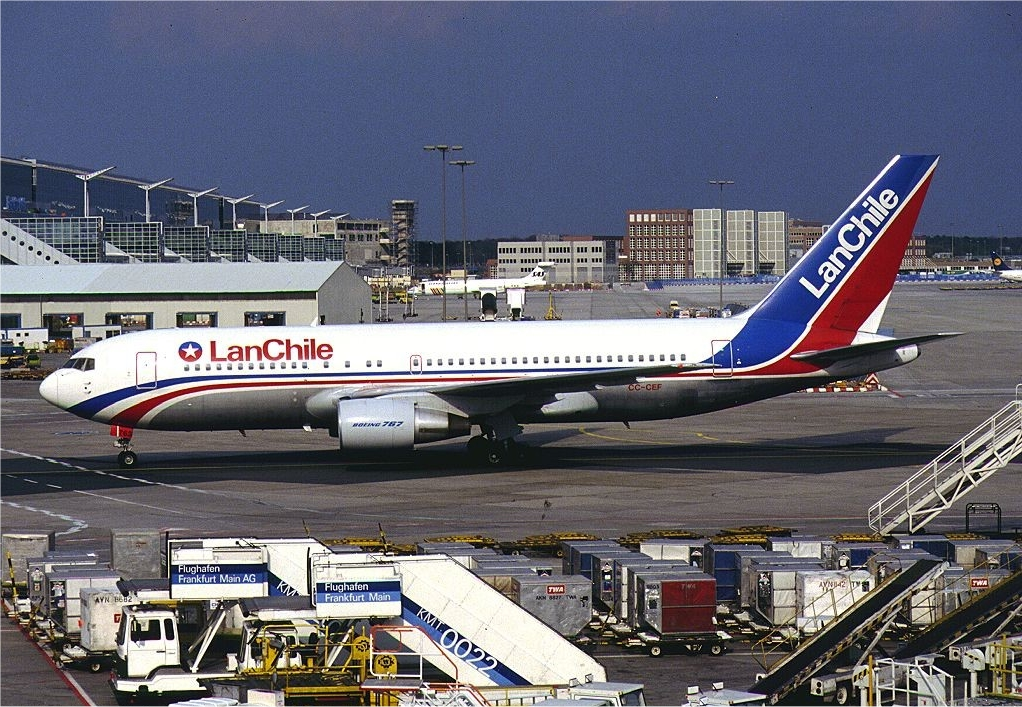
Un Boeing 767-200ER di LAN-Chile all'Aeroporto di Francoforte nel 1994.

Nel giugno 1986, con una nuova rotta per l'Aeroporto internazionale di Montréal-Mirabel è stata sostituita la flotta DC-10 con i Boeing 767-200ER mentre nel 1988, LAN Chile, ha iniziato la costruzione del suo centro di manutenzione all'Aeroporto di Santiago. Inoltre, durante la stagione estiva, venne preso il leasing un Boeing 747-100 da Aer Lingus per i suoi voli negli Stati Uniti.

### Privatizzazione e internazionalizzazione

Logo di LAN (2004–2016)

Nel settembre 1989, il governo cileno ha privatizzato la compagnia aerea, vendendo una quota di maggioranza della compagnia a Icarosan e Scandinavian Airlines (49%), che successivamente ha venduto la sua partecipazione pochi anni dopo ad alcuni investitori locali. Dal 1994, i principali azionisti sono stati la famiglia Cueto e l'uomo d'affari Sebastián Piñera (fino al 2010), che ha venduto le sue quote assumendo la carica di Presidente della Repubblica del Cile. L'approvazione dell'autorità antitrust cilena ha portato all'acquisizione della seconda compagnia aerea più grande del paese, Ladeco, l'11 agosto 1995. Nell'ottobre 1998, Lan-Chile ha unito la sua controllata cargo Fast Air Carrier con Ladeco, formando LAN Express. Nel 1998 LAN Airlines ha istituito una joint venture con Lufthansa denominata LLTT (Lufthansa-LAN Technical Training S.A.) con l'obiettivo di soddisfare le esigenze di addestramento per la manutenzione degli aeromobili in America Latina. LLTT aveva sede presso gli hangar della LAN nell'aeroporto Comodoro Arturo Merino Benitez ed era l'unico fornitore di formazione per il simulatore di manutenzione A320 (CMOS) in America Latina. Nel 2000, LAN Cargo, ha aperto un'importante base operativa all'Aeroporto internazionale di Miami per il servizio cargo e nel 2002 LAN Chile ha iniziato il processo di internazionalizzazione attraverso LAN Perù e LAN Ecuador.
Nel marzo 2004, Lan Chile e le sue consociate (LAN Perú, LAN Ecuador, LAN Dominicana e LAN Express), sono state unificate con il marchio e la livrea di LAN, eliminando il nome di ciascun paese delle compagnie aeree sui marchi. Il 17 giugno dello stesso anno, il vettore aereo ha cambiato il suo nome formale in LAN Airlines come parte di questo processo di re-branding e internazionalizzazione; sebbene, quando fu fondata nel 1929, LAN originariamente significava "Línea Aérea Nacional". A metà del 2005, LAN ha avviato la sua filiale LAN Argentina in Argentina con voli nazionali e internazionali da Buenos Aires, mentre dal 1º agosto 2006, LAN Airlines ha unito la First class e la Business class in un'unica classe, denominata Premium Business. Il 28 ottobre 2010, LAN ha acquisito il 98% delle azioni di AIRES, il secondo maggiore vettore aereo in Colombia rinominandola, il 3 dicembre 2011, in LAN Colombia.

### LATAM Airlines Group
Il 13 agosto 2010, LAN ha firmato un accordo non vincolante con la compagnia aerea brasiliana TAM Airlines per fondersi e formare il gruppo LATAM Airlines Group. L'unione tra i due vettori aerei, è stata completata il 22 giugno 2012, quando, il Consiglio di amministrazione della Difesa economica del Brasile ("CADE") e il Tribunal de Defensa de la Libre Competencia ("TDLC") hanno approvato la fusione soggetta a misure di mitigazione. Le compagnie aeree hanno dovuto cedere quattro coppie giornaliere di slot dall'Aeroporto internazionale di San Paolo-Guarulhos ad altre compagnie aeree disposte a volare sulla rotta Santiago-San Paolo. Durante la prima metà del 2018 la compagnia aerea ha dovuto mettere a terra molti Boeing 787 Dreamliner a causa delle problematiche dei motori Rolls Royce Trent.

## Sede

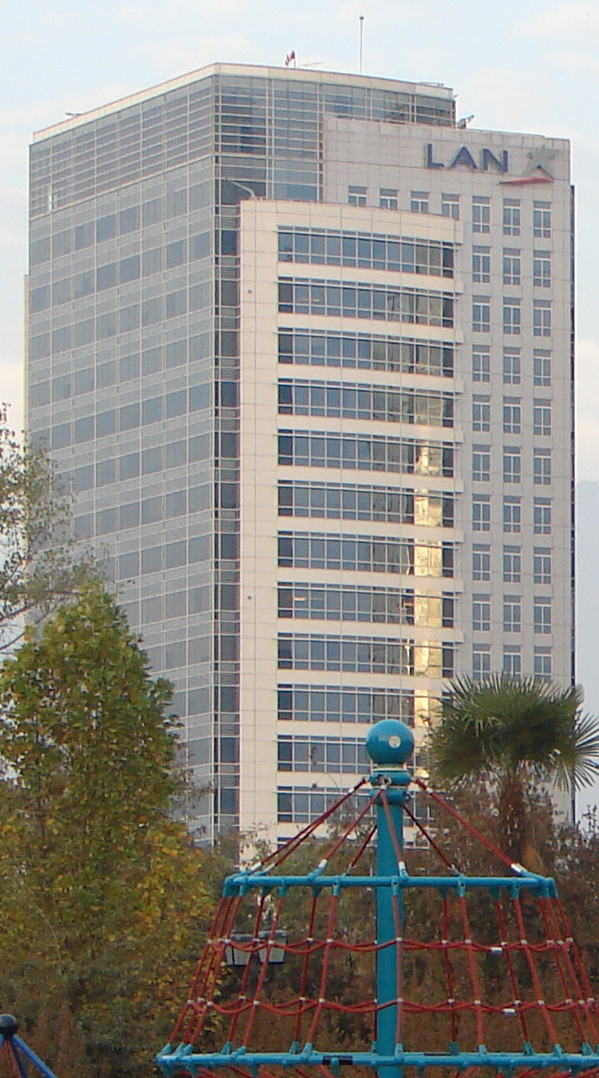
Sede di LATAM Chile.

La compagnia aerea ha il suo quartier generale al 20º piano del palazzo in via Avenida Presidente Riesco nº 5711 a Las Condes, Provincia di Santiago. In precedenza la sua sede era a Estado 10 nel centro di Santiago del Cile.

## Programma fedeltà
LATAM Chile ha creato il programma frequent flyer LANPASS per premiare la fedeltà dei clienti. Ci sono attualmente oltre quattro milioni di membri mentre ogni anno, oltre 250.000 membri LANPASS volano gratuitamente. I membri di LANPASS guadagnano miglia ogni volta che volano con LATAM Chile, un membro dell'alleanza Oneworld, una compagnia aerea affiliata LANPASS o utilizzando i servizi di qualsiasi azienda associata LANPASS in tutto il mondo.
Il programma LANPASS ha quattro categorie di abbonamento Elite:
- Gold (Oneworld Ruby)
- Platinum (Oneworld Sapphire)
- Black (Oneworld Emerald)
- Black Signature (Oneworld Emerald)

Il 5 maggio 2016, LANPASS è stato rinominato in LATAM Pass, una volta che LAN Airlines è passata completamente in LATAM Cile.

## Lounge

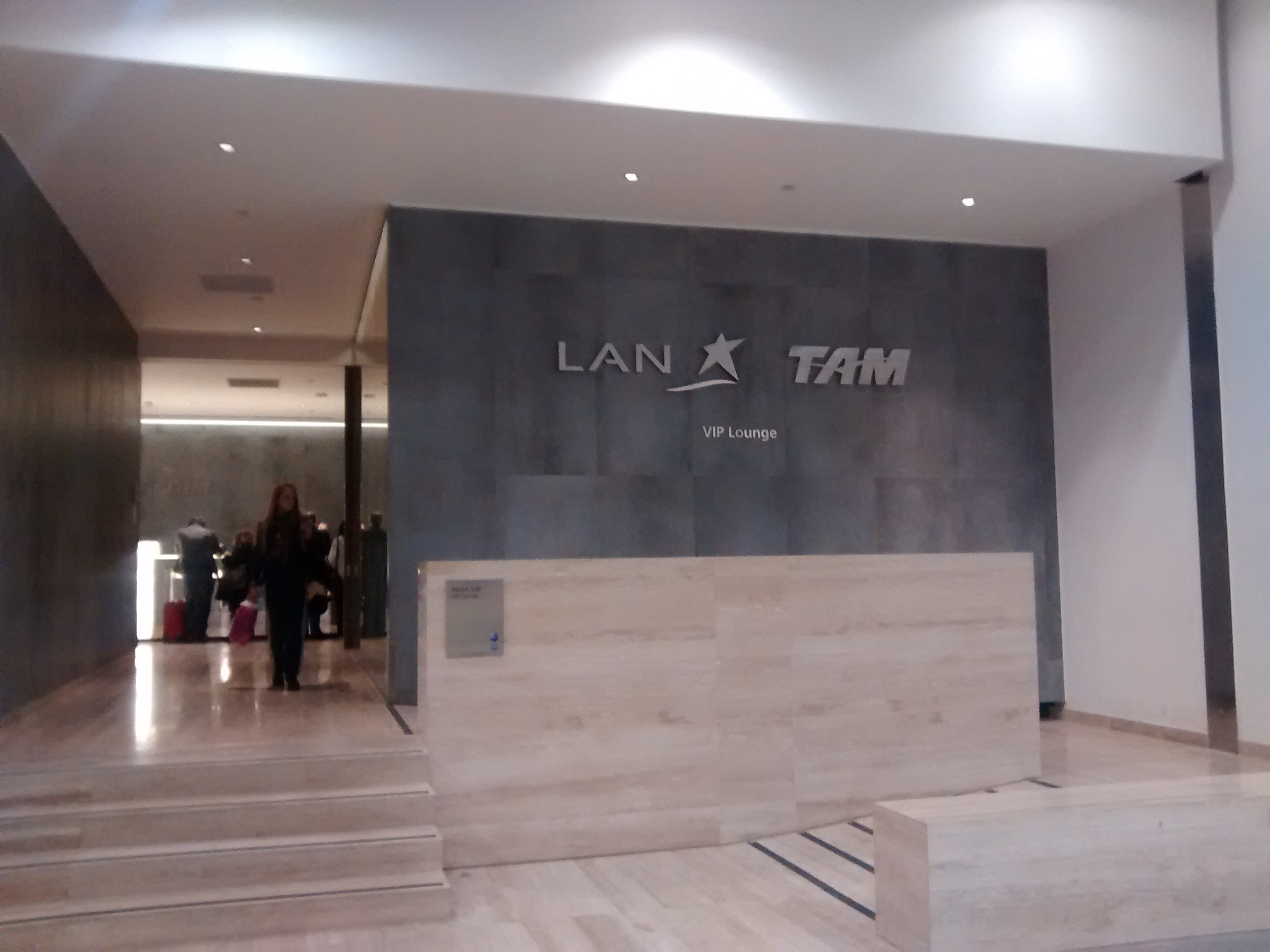
LATAM Lounge in Santiago del Cile.

LATAM Airlines gestisce le sale passeggeri VIP nei seguenti aeroporti:
- Mistral Lounge all'Aeroporto Internazionale Arturo Merino Benítez, in Santiago del Chile
- Neruda Lounge all'Aeroporto Internazionale Arturo Merino Benítez, in Santiago del Chile
- Aeroporto di Buenos Aires-Ministro Pistarini, in Buenos Aires, Argentina
- Aeroporto di Bogotà-El Dorado, in Bogotà, Colombia
- Miami International Airport, in Miami, USA
- Aeroporto di San Paolo-Guarulhos-Governatore André Franco Montoro, in San Paolo, Brasile

Queste sale sono accessibili ai passeggeri che viaggiano in LATAM First Class, Premium Business, Business e Premium Economy, nonché ai membri senior del programma LATAM PASS (Black, livelli Platinum), programma TAM Fidelidade (Black, Vermelho Plus, Vermelho) e Oneworld rispettive categorie (smeraldo, zaffiro).
Le nuove e rinnovate sale passeggeri LATAM Chile sono progettate dall'architetto cileno Mathias Klotz e dallo studio parigino Putman Olivia Putman.

## Destinazioni
LATAM Chile opera in verso decine di destinazioni nazionali e internazionali. Con la consegna di nuovi Airbus A320 e Airbus A321, avvierà nuove rotte in Sud America; ha preso in considerazione Panama, San Jose de Costa Rica, Curitiba, Asunción, Manaus, Rosario, Cuzco e altri. LATAM Chile è stata una scelta popolare per i surfisti che viaggiano in Sud America a causa della loro politica di non addebitare costi aggiuntivi per il bagaglio. Tuttavia, a partire dal 19 dicembre 2016, ha cambiato la sua politica e ora addebita 200 USD a tratta per ogni borsa da surf di un massimo di tre tavole.
Il 5 ottobre 2017, LATAM Chile ha inaugurato la rotta diretta tra Santiago e Melbourne, un volo di 15 ore (in direzione ovest) e 11 300 chilometri (6 100 nmi). Attualmente è il volo commerciale da punto a punto più a sud. Il cerchio massimo del volo passa a sud del Circolo Polare Antartico, a una distanza di circa 800 km dalla terraferma antartica. I numeri di volo sono LA805 (direzione ovest) e LA804 (direzione est).
Nel novembre 2017 la compagnia ha annunciato l'apertura di una rotta aerea diretta verso il continente asiatico. La rotta opera con un volo in partenza da Santiago, Cile, fa scalo a San Paolo, Brasile, e da lì procede un volo diretto per Tel Aviv, Israele. I voli sono operati tre volte a settimana a partire da dicembre 2018 con i nuovi Boeing 787 della compagnia. Questa è la seconda rotta aerea operata da una compagnia sudamericana dal Sud America all'Asia.È anche l'unica compagnia aerea con una destinazione nell'isola dei Pasqua. 

### Accordi commerciali
Al 2021 LATAM Chile ha accordi di code share con le seguenti compagnie:
- Aeroméxico
- Aeroflot
- Air Tahiti Nui[22]
- Alaska Airlines
- British Airways
- Cathay Pacific[23]
- China Eastern[24]
- Delta Air Airlines[25]
- Finnair[26]
- Iberia[27]
- Japan Airlines[28]
- Jetstar Airways
- Korean Air
- LATAM Brasil
- Malaysia Airlines[29]
- Qantas[30]
- WestJet[31]
- S7 Airlines

## Flotta

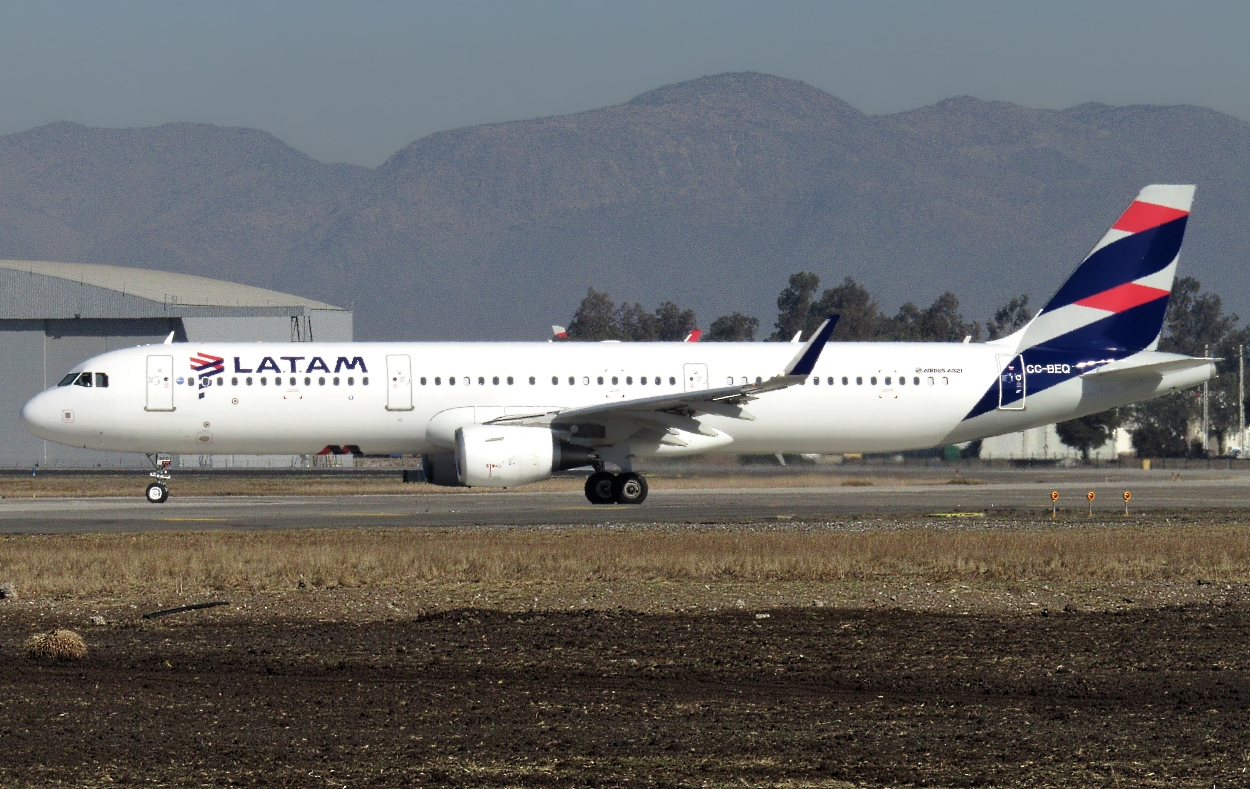
Un Airbus A321-200.

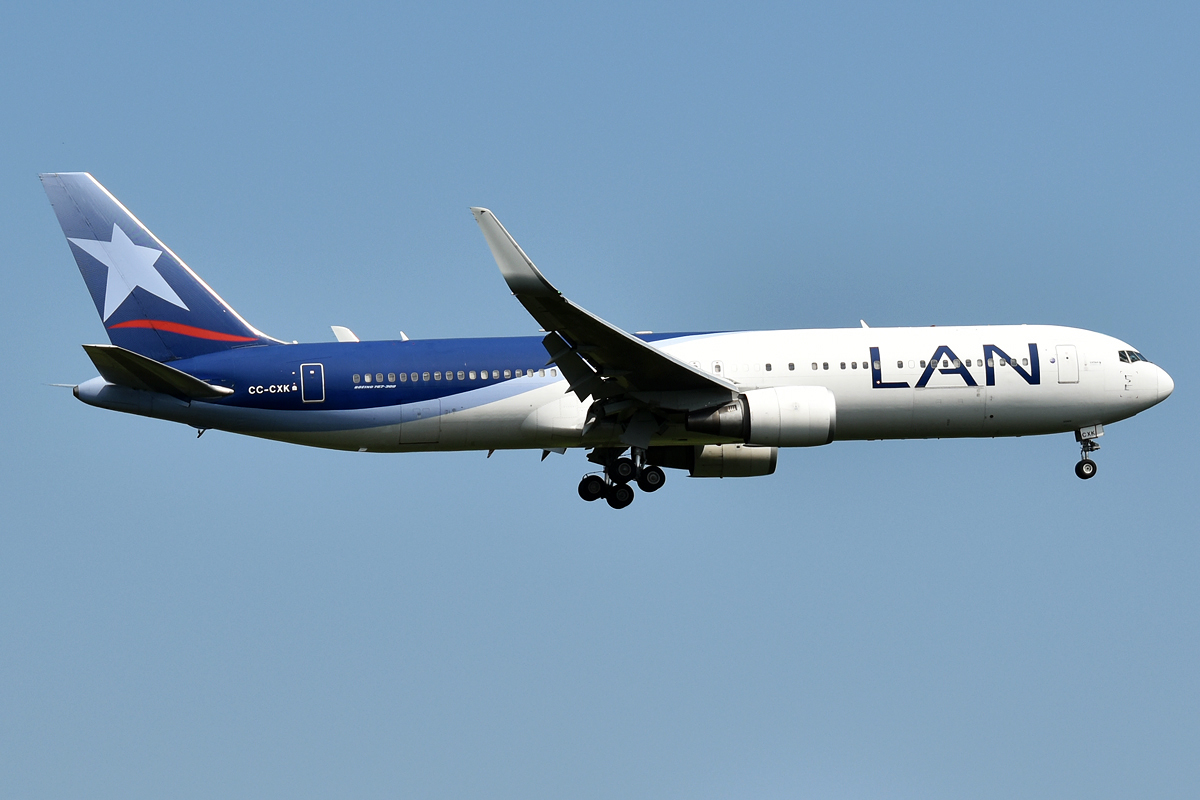
Un Boeing 767-300ER nella livrea della LAN.

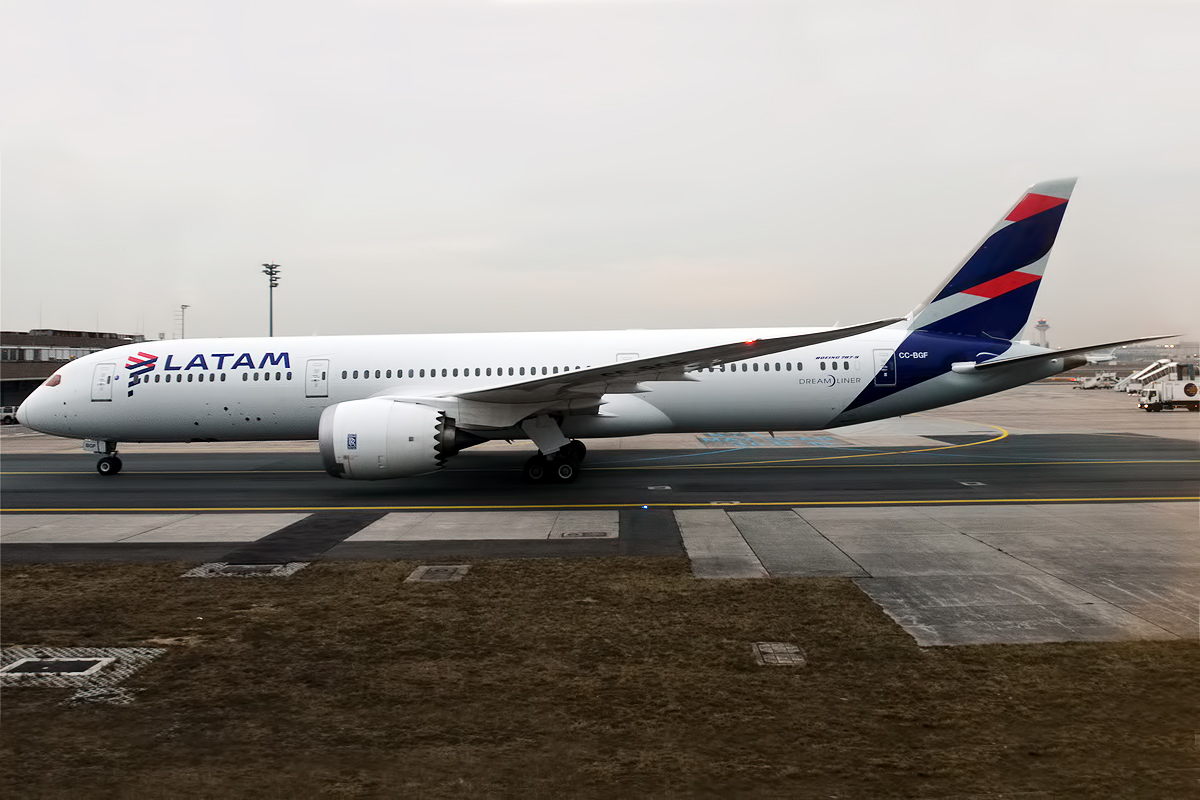
Un Boeing 787-9.

### Flotta attuale
A gennaio 2024 la flotta di LATAM Airlines Chile è così composta:

### Flotta storica
LATAM Airlines Chile operava in precedenza con i seguenti aeromobili:

## Incidenti
- Il 3 aprile 1961, un Douglas C-47A operante il volo LAN Chile 621, si è schiantato contro una collina a causa del maltempo vicino a La Gotera Hill in Cile, dopo che era partito dall'Aeroporto di Temuco (ora Aeroporto di Temuco Maquehue). I passeggeri a bordo, tra cui alcuni membri dell'associazione calcistica cilena del Club Green Cross ed i quattro membri dell'equipaggio sono deceduti[36].
- Il 6 febbraio 1965, un Douglas DC-6 operante il volo LAN Chile 107, tra l'aeroporto di Los Cerillos e l'aeroporto di Buenos Aires si è schiantato vicino al vulcano San José poco dopo il decollo. Gli 80 passeggeri e 4 membri dell'equipaggio, sono deceduti mentre l'aeromobile è stato ritirato dal servizio[37].
- Il 28 aprile 1969, un Boeing 727-100 operante il volo LAN Chile 160, si è schiantato al suolo mentre era in avvicinamento a Santiago del Cile. I 52 passeggeri e 8 membri dell'equipaggio, sono rimasti illesi mentre l'aeromobile è stato ritirato dal servizio[38].
- Il 5 dicembre 1969, un Douglas C-47A, si è schiantato poco dopo il decollo dall'Aeroporto di El Tepual. I 3 membri dell'equipaggio, sono rimasti illesi mentre l'aeromobile è stato ritirato dal servizio[39].
- Il 25 maggio 1972, un Boeing 727-100, ha effettuato un atterraggio d'emergenza all'Aeroporto di Montego Bay a seguito della decompressione della cabina, a causa dell'espolosione di una bomba artigianale nel vano refrigerante dell'acqua. I 40 passeggeri e 10 membri dell'equipaggio, sono rimasti illesi mentre l'aeromobile è stato riabilitato al servizio[40].
- Il 3 agosto 1978, un Boeing 707-300, si è schiantato a terra dopo aver colpito gli alberi mentre era in fase di avvicinamento all'Aeroporto di Buenos Aires-Ministro Pistarini. I 55 passeggeri e 8 membri dell'equipaggio, sono rimasti illesi mentre l'aeromobile è stato ritirato dal servizio[41].
- Il 4 agosto 1987, un Boeing 737-200, si è schiantato mentre era in avvicinamento all'Aeroporto di El Loa, distruggendo il nosegear e spezzando l'aereo a metà. Dei 30 passeggeri e 3 membri dell'equipaggio, una persona è deceduta mentre l'aeromobile è stato ritirato dal servizio, a causa di un incendio avvenuto 30 minuti dopo lo schianto[42].
- Il 19 febbraio 1991, un British Aerospace BAe 146 operante il volo LAN Chile 1069, non è riuscito a fermarsi entro i limiti della pista a Puerto Williams sull'isola di Navarino ed è affondato nelle acque del Canale di Beagle. Delle 73 persone a bordo, 20 passeggeri sono deceduti a causa delle gelide acquee[43].